# Боргомазино
Боргомазино (итал. Borgomasino) је насеље у Италији у округу Торино, региону Пијемонт.
Према процени из 2011. у насељу је живело 738 становника. Насеље се налази на надморској висини од 258 м.

## Становништво
| 1931. | 1936. | 1951. | 1961. | 1971. | 1981. | 1991. | 2001. | 2011. |
| ----- | ----- | ----- | ----- | ----- | ----- | ----- | ----- | ----- |
| 1.633 | 1.602 | 1.348 | 1.137 | 1.006 | 859   | 818   | 784   | 835   |